# St. Michael (Serba)

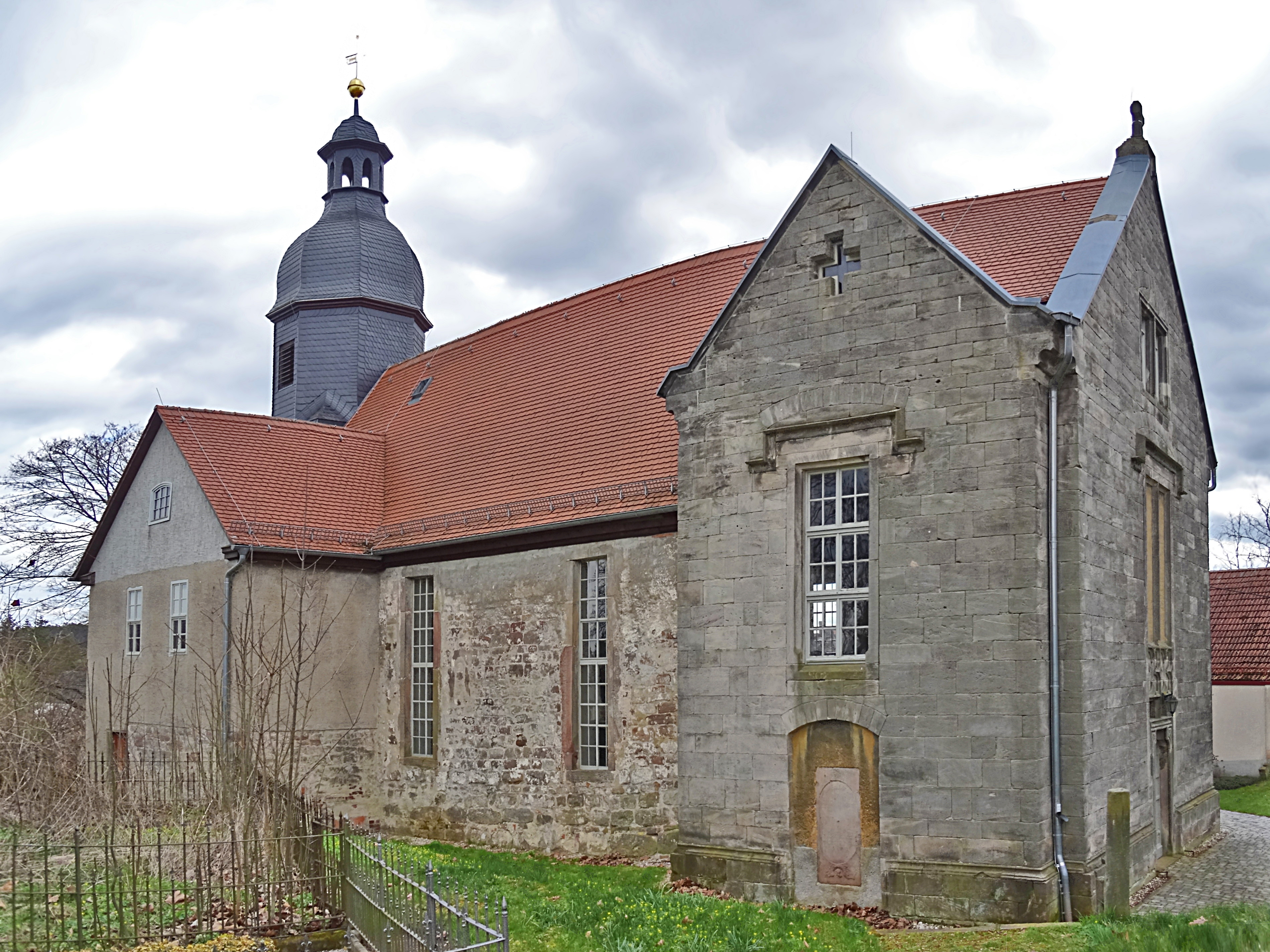
Die Kirche

Die Dorfkirche St. Michael steht in der Gemeinde Serba im Saale-Holzland-Kreis in Thüringen. Sie gehört zum Pfarrbereich Bürgel im Kirchenkreis Eisenberg der Evangelischen Kirche in Mitteldeutschland.

## Lage
Die Kirche befindet sich in zentraler Lage der Ortschaft.

## Geschichte
Die großräumige Saalkirche mit Loge und Sakristei wurde 1619 gebaut. Der östliche Turm mit geschweifter Haube wurde 1710/11 gebaut. 1870 fand eine Erweiterung im neugotischen Stil statt. Das Kirchenschiff besitzt dreireihige Westemporen sowie eine Chorempore mit Kanzelaltar aus 1710/11.